# مايكل كوري (ممثل)
مايكل كوري (بالإنجليزية: Michael Currie)‏ مواليد 24 يوليو 1928 في كينغستون، الولايات المتحدة - الوفاة 22 ديسمبر 2009 في فريبورت، الولايات المتحدة، هو ممثل أمريكي بدأ مسيرته الفنية سنة 1964. امتدت مسيرته الفنية لأكثر من 38 عاما.

## الأعمال
- اني ويتش واي يو كان
- فايرفوكس
- موسم الساحر
- الأثر المفاجئ
- البركة الميتة

## روابط خارجية
- مايكل كوري على موقع IMDb (الإنجليزية)
- مايكل كوري على موقع أول موفي (الإنجليزية)
- مايكل كوري على موقع قاعدة بيانات برودواي على الإنترنت (الإنجليزية)
- مايكل كوري على موقع قاعدة بيانات الأفلام السويدية (السويدية)
- مايكل كوري على موقع قاعدة بيانات الفيلم (الإنجليزية)